# International Paystar
International Paystar (также известный как 5000e и PayStar) — это серия грузовиков, производившаяся компанией International Harvester и ее преемником Navistar International. Paystar, выпускавшийся с 1973 по 2017 год в трех поколениях, заменил давно выпускавшиеся модели 210/230 и M-серии. Разработанный как для использования на дорогах, так и для бездорожья, Paystar был крупнейшей линейкой коммерчески продаваемой продукции компании International, предназначенной для профессионального применения (в основном связанного со строительством). В 2017 году Paystar претерпела существенные изменения и стала серией International HX.